# أنطونيو غونزاليس أوروزكو
أنطونيو غونزاليس أوروزكو (بالإسبانية: Antonio González Orozco)‏ هو رسام مكسيكي، ولد في 10 مايو 1933 في تشيهواهوا في المكسيك.